# 寒河江市議会
寒河江市議会（さがえしぎかい）は、山形県寒河江市の地方議会である。

## 概要
- 定数：16人
- 任期：4年。議会解散が実施されれば任期満了前であっても議員任期は終了する。
- 前回選挙：2023年（令和5年）4月23日選挙[2]

- 選挙区：市全体を1選挙区とする大選挙区制（単記非移譲式）
- 所在地：山形県寒河江市中央1丁目9-45（寒河江市役所内）
- 議長： 柏倉信一（2025年5月～・3回目）
- 副議長：後藤健一郎（2025年5月～）
- 主な役割：審議、議決、一般質問、代表質問、同意、市政のチェック、請願や陳情の審査、意見書の提出、調査研究、充て職、行政行事出席、行政視察等

### 委員会
- 議会運営委員会
- 寒河江市議会改革・活性化検討委員会
- 寒河江市議会広報委員会

#### 常任委員会
- 総務産業常任委員会
- 厚生文教常任委員会

#### 特別委員会
- 予算特別委員会
- 決算特別委員会

### 定例会
- 3月、6月、9月、12月

### 事務局
- 議会事務局

## 会派
| 会派名             | 議員数 | 所属党派                               | 議員名（◎は代表者）                                                          | 女性議員数 |
| ------------------ | ------ | -------------------------------------- | ---------------------------------------------------------------------------- | ---------- |
| 寒政クラブ         | 3      | 自由民主党3                            | 野口康一郎、佐藤耕治、伊藤正彦                                               | 0          |
| 壮風会             | 5      | 無所属                                 | 佐藤政人、児玉崇、安孫子義徳、後藤健一郎、荒木春吉                           | 0          |
| 会派に属さない議員 | 8      | 無所属 日本共産党1 公明党1 立憲民主党1 | 柏倉信一、月光裕晶、太田陽子、古沢清志、渡邉賢一、太田芳彦、阿部清、沖津一博 | 1          |
| 計                 | 16     |                                        |                                                                              | 1          |

（2025年5月16日現在）

## 議員報酬等
| 役職   | 議員報酬        | 政務活動費     |
| ------ | --------------- | -------------- |
| 議長   | 月額 43万5000円 | 月額 1万2500円 |
| 副議長 | 月額 38万5000円 | 月額 1万2500円 |
| 議員   | 月額 36万0000円 | 月額 1万2500円 |

- 別途、年2回期末手当あり
- 政務活動費の残金は市に返還する義務がある
- 議員年金は2011年（平成23年）6月1日で廃止されている

## 不祥事
議員が議員を雇用
2021年8月26日、市議4人の調査請求により、市議会は政治倫理審査会を設置し、国井輝明議員（議長）と伊藤正彦議員（副議長）が、古沢清志議員（議会運営委員長兼決算特別委員長）の息子が経営するコンビニにおいてアルバイトとして雇われ、報酬を得ていた（利益供与）とされる問題を調査することとした。なお、同年10月、政倫審は調査請求を否決し、その上で、正副議長と市議に自ら対処するよう付帯意見を添え、一連の議論を終結させた。

## その他
- さくらんぼ議会 - 2014年から毎年6月定例会を「さくらんぼ議会」として、議員らがサクランボ柄のネクタイやブローチを身に着けるとともに、議場に佐藤錦や紅秀峰などを飾り、さくらんぼの街をPRしている。[7]